# Затерянный мир (фильм, 2009)
«Затерянный мир» (англ. Land of the Lost, буквально: «Мир затерянных») — приключенческая комедия по мотивам одноимённого сериала 1974 года.
Слоган: «В нужном месте. В ненужный час».

## Сюжет
Незадачливый учёный доктор Рик Маршалл и сторонница его спорных теорий аспирантка Холли Кантрелл проводят смелый эксперимент по перемещению во времени.
Плывя на плоту, они находят в парке аттракционов пещеру с высокой активностью тахионов. При помощи тахионного ускорителя учёный, его спутница и хозяин парка Уилл Стэнтон перемещаются через временную воронку в другую вселенную, но перед перемещением теряют утонувший усилитель. В этом мире перемешаны животные и вещи из разных геологических эпох Земли и фантастические существа. Ускоритель пропал, и учёные выживают только благодаря помощи аборигена — разумного примата Ча-Ка.
В поиске тахионного ускорителя путешественникам во времени и их другу предстоит сложный путь через пустыню, спасение от преследующего их тираннозавра по имени Ворчун и встреча с расой людей-ящериц («Слистаки»).

## В ролях
| Актёр          | Роль               |
| -------------- | ------------------ |
| Уилл Феррелл   | доктор Рик Маршалл |
| Анна Фрил      | Холли Кантрелл     |
| Дэнни МакБрайд | Уилл Стэнтон       |
| Йорма Такконе  | Ча-ка              |
| Джон Бойлан    | Иник               |
| Мэтт Лауэр     | в роли самого себя |
| Леонард Нимой  | Зарн               |

## Съёмочная группа
- Режиссёр: Брэд Силберлинг.
- Сценарий: Крис Хенчи, Деннис Макниколас, Сид Кроффт.
- Продюсеры: Джошуа Черч, Джессика Элбаум, Марти Кроффт.
- Оператор: Дион Биби.
- Композитор: Майкл Джаккино.

## Отзывы и оценки
Фильм получил отрицательные отзывы в прессе. По данным агрегатора Rotten Tomatoes, 
26 % из 192 обзоров были положительными, со средней оценкой 4,2 из 10. Сайт обобщает мнения критиков так: ««„Затерянный мир“ лишь отдалённо связан с одноимённым сериалом, он не так хорошо подходит для детей и больше похож на бессвязный набор сценок, чем на целостную приключенческую комедию».
Михаил Попов в журнале «Мир фантастики» пишет, что фильм не совсем плох, но беспорядочен и взбалмошен: юмор туалетный и очень «американизированный», немалому бюджету явно не соответствуют многие устаревшие спецэффекты, зато «в арт-директоре явно гибнет великий сюрреалист».